# Neuville-sous-Montreuil
Neuville-sous-Montreuil és un municipi francès situat al departament del Pas de Calais i a la regió dels Alts de França. L'any 2007 tenia 673 habitants.

## Demografia

### Població
El 2007 la població de fet de Neuville-sous-Montreuil era de 673 persones. Hi havia 283 famílies de les quals 89 eren unipersonals (36 homes vivint sols i 53 dones vivint soles), 65 parelles sense fills, 97 parelles amb fills i 32 famílies monoparentals amb fills.
La població ha evolucionat segons el següent gràfic:
Habitants censats

### Habitatges
El 2007 hi havia 324 habitatges, 283 eren l'habitatge principal de la família, 21 eren segones residències i 21 estaven desocupats. 241 eren cases i 79 eren apartaments. Dels 283 habitatges principals, 150 estaven ocupats pels seus propietaris, 130 estaven llogats i ocupats pels llogaters i 3 estaven cedits a títol gratuït; 7 tenien una cambra, 14 en tenien dues, 56 en tenien tres, 73 en tenien quatre i 133 en tenien cinc o més. 149 habitatges disposaven pel capbaix d'una plaça de pàrquing. A 132 habitatges hi havia un automòbil i a 102 n'hi havia dos o més.

### Piràmide de població
La piràmide de població per edats i sexe el 2009 era:
| Homes | Edats   | Dones |
| ----- | ------- | ----- |
| 0     | 95 o +  | 0     |
| 4     | 90 a 94 | 0     |
| 0     | 85 a 89 | 8     |
| 12    | 80 a 84 | 12    |
| 8     | 75 a 79 | 12    |
| 12    | 70 a 74 | 8     |
| 12    | 65 a 69 | 24    |
| 20    | 60 a 64 | 16    |
| 12    | 55 a 59 | 12    |
| 28    | 50 a 54 | 20    |
| 12    | 45 a 49 | 28    |
| 20    | 40 a 44 | 20    |
| 32    | 35 a 39 | 32    |
| 8     | 30 a 34 | 20    |
| 64    | 25 a 29 | 32    |
| 24    | 20 a 24 | 36    |
| 40    | 15 a 19 | 20    |
| 16    | 10 a 14 | 28    |
| 40    | 5 a 9   | 24    |
| 16    | 0 a 4   | 16    |

## Economia
El 2007 la població en edat de treballar era de 439 persones, 297 eren actives i 142 eren inactives. De les 297 persones actives 261 estaven ocupades (139 homes i 122 dones) i 36 estaven aturades (21 homes i 15 dones). De les 142 persones inactives 59 estaven jubilades, 32 estaven estudiant i 51 estaven classificades com a «altres inactius».

### Ingressos
El 2009 a Neuville-sous-Montreuil hi havia 277 unitats fiscals que integraven 665 persones, la mediana anual d'ingressos fiscals per persona era de 14.404 €.

### Activitats econòmiques
Dels 27 establiments que hi havia el 2007, 2 eren d'empreses alimentàries, 5 d'empreses de construcció, 9 d'empreses de comerç i reparació d'automòbils, 2 d'empreses d'hostatgeria i restauració, 2 d'empreses financeres, 2 d'empreses immobiliàries, 2 d'empreses de serveis i 3 d'entitats de l'administració pública.
Dels 5 establiments de servei als particulars que hi havia el 2009, 2 eren fusteries, 2 electricistes i 1 empresa de construcció.
Dels 8 establiments comercials que hi havia el 2009, 1 era una botiga de més de 120 m², 2 fleques, 1 una fleca, 1 una carnisseria, 1 una botiga de roba i 2 botigues de material esportiu.
L'any 2000 a Neuville-sous-Montreuil hi havia 12 explotacions agrícoles que ocupaven un total de 624 hectàrees.

## Equipaments sanitaris i escolars
El 2009 hi havia 1 farmàcia i 1 ambulància.
El 2009 hi havia una escola elemental integrada dins d'un grup escolar amb les comunes properes formant una escola dispersa.

## Poblacions més properes
El següent diagrama mostra les poblacions més properes.